# Álgebra associativa

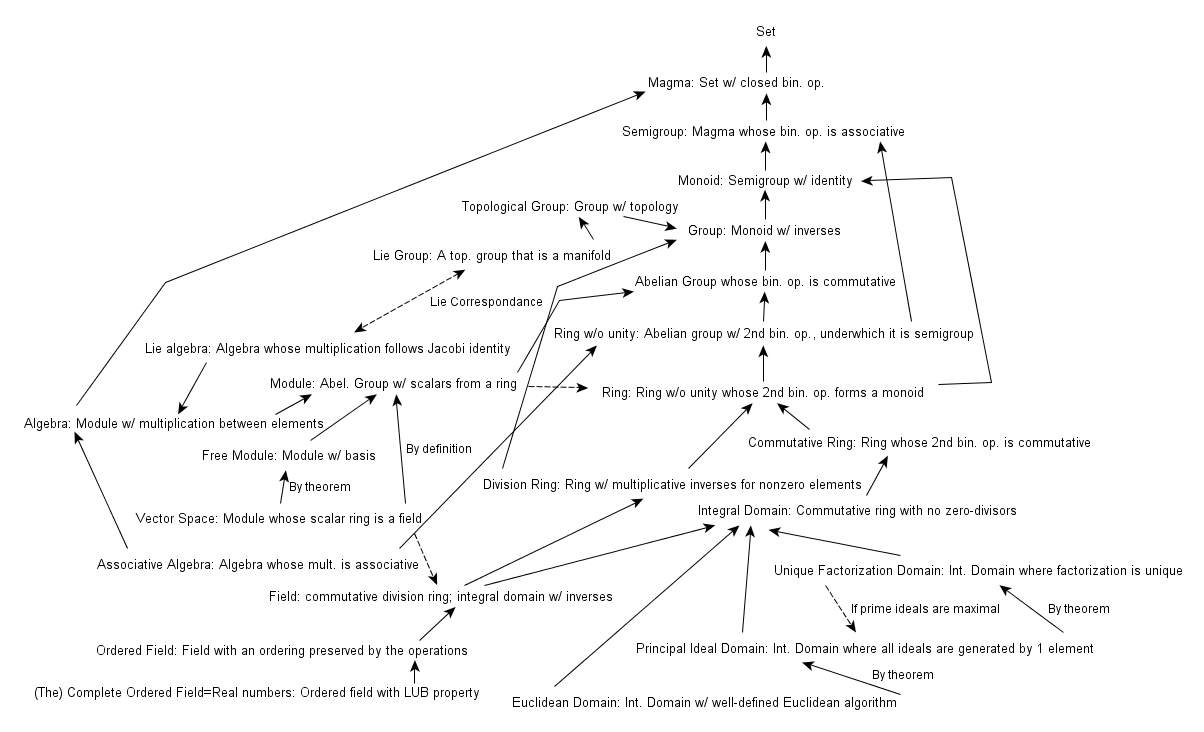
Estruturas Algébricas

Em matemática, uma álgebra associativa é uma estrutura algébrica, com operações compatíveis de adição, multiplicação (que se supõe ser associativa), e uma multiplicação por escalar por elementos de algum corpo K. As operações de adição e de multiplicação em conjunto fazem de A um anel; já as operações de adição e de multiplicação por escalar em conjunto fazem de A um espaço vetorial sobre K. Neste artigo, também será usada a expressão K-álgebra para se referir a uma álgebra associativa sobre o corpo K. Uma K-álgebra que geralmente aparece como primeiro exemplo é um anel de matrizes quadradas sobre um corpo K, com a multiplicação de matrizes usual.
Neste artigo assume-se que as álgebras associativas têm uma unidade multiplicativa, denotada por 1; às vezes elas são chamadas de álgebras associativas com unidade para tornar isso mais claro. Em algumas áreas da matemática não se faz esta suposição, mas aqui tais estruturas serão denominadas não-unital ou sem unidade álgebras associativas. Também será assumido que todos os anéis são unitais, e que todos os homomorfismos de anel são unitais.
Muitos autores consideram o conceito mais geral de uma álgebra associativa sobre um anel comutativo R, em vez de um corpo: Uma R-álgebra é um R-módulo com uma operação binária R-bilinear associativa, que também contém uma identidade multiplicativa. Para exemplos deste conceito, se S é qualquer anel com centro C, então S é uma C-álgebra associativa.

## Definição
Seja R um anel comutativo fixado (em particular, R pode ser um corpo). Uma R-álgebra associativa (ou simplesmente, uma R-álgebra) é um grupo abeliano aditivo A que tem tanto a estrutura de anel quanto a de R-módulo de tal maneira que a multiplicação por escalar satisfaz
{\displaystyle r\cdot (xy)=(r\cdot x)y=x(r\cdot y)}
para quaisquer r ∈ R e x, y ∈ A. Além disso, assume-se que A seja unital, isto é, que ela contém um elemento 1, tal que
{\displaystyle 1x=x=x1}
para todo x ∈ A. Note que um elemento 1 com esta propriedade é necessariamente único.
Em outras palavras, A é um R-módulo juntamente com (1) uma aplicação R-bilinear A × A → A, chamada de multiplicação, e (2) a identidade multiplicativa, de tal forma que a multiplicação é associativa:
{\displaystyle x(yz)=(xy)z\,}
para quaisquer x, y, e z em A. (Nota técnica: a identidade multiplicativa é um ponto de referência,  enquanto associatividade é uma propriedade. Pela unicidade da identidade multiplicativa, "unital" é muitas vezes tratado como uma propriedade.) Se for removida a exigência da associatividade, então o que resulta é uma álgebra não-associativa.
Se a própria A é comutativa (como um anel), então ela é denominada uma R-álgebra comutativa.

### Como um objeto monoide na categoria dos módulos
A definição é equivalente a dizer que uma R-álgebra unital associativa é um objeto monoide em R-Mod (a categoria monoidal de R-módulos). Por definição, um anel é um objeto monoide na categoria dos grupos abelianos; assim, a noção de uma álgebra associativa é obtida substituindo a categoria dos grupos abelianos, pela categoria de módulos.
Levando esta ideia adiante, alguns autores introduziram um "anel generalizado" como um objeto monoide em alguma outra categoria que se comporta como a categoria dos módulos. De fato, essa reinterpretação permite que não seja feita referência explícita aos elementos de uma álgebra A. Por exemplo, a associatividade pode ser expressa da seguinte forma. Pela propriedade universal do produto tensorial de módulos, a multiplicação (a aplicação R-bilinear) corresponde a uma única transformação R-linear
{\displaystyle m:A\otimes _{R}A\to A}.
Então a associatividade se refere à identidade:
{\displaystyle m\circ (\operatorname {id} \otimes m)=m\circ (m\otimes \operatorname {id} ).}

### A partir de homomorfismos de anéis
Uma álgebra associativa equivale a um homomorfismo de anéis cuja imagem está no centro. De fato, começando com um anel A e um homomorfismo de anéis {\displaystyle \eta \colon R\to A} cuja imagem está no centro de A, pode-se tornar A uma R-álgebra definindo
{\displaystyle r\cdot x=\eta (r)x}
para todo r ∈ R e x ∈ A. Se A é uma R-álgebra, tomando x = 1, a mesma fórmula por sua vez, define um homomorfismo de anéis {\displaystyle \eta \colon R\to A} cuja imagem está no centro.
Se A é comutativa, então, o centro de A é igual a A, de modo que uma R-álgebra  comutativa pode ser definida simplesmente como um homomorfismo de anéis comutativos {\displaystyle \eta \colon R\to A}.
O homomorfismo de anéis η que aparece acima é muitas vezes chamado de uma aplicação canônica. No caso comutativo, pode-se considerar a categoria cujos objetos são homomorfismos de anéis R → A; isto é, R-álgebras comutativas e cujos morfismos são homomorfismos de anéis A → A’ que estão em R; isto é, R → A → A’ é R → A’ (ou seja, a categoria coslice da categoria de anéis comutativos em R.) O funtor espectro primo Spec determina então uma anti-equivalência desta categoria para a categoria dos esquemas afim sobre Spec R.
Como enfraquecer hipótese de comutatividade é um assunto para a geometria comutativa algébrica e, mais recentemente, da geometria algébrica derivada. Ver também: anel de matrizes genérico.
Um homomorfismo entre duas R-álgebras é um homomorfismo de anéis que é R-linear. Explicitamente, {\displaystyle \varphi :A_{1}\to A_{2}} é um homomorfismo de álgebras associativas se
{\displaystyle \varphi (r\cdot x)=r\cdot \varphi (x)}
{\displaystyle \varphi (x+y)=\varphi (x)+\varphi (y)\,}
{\displaystyle \varphi (xy)=\varphi (x)\varphi (y)\,}
{\displaystyle \varphi (1)=1\,}
A classe de todas as R-álgebras, juntamente com os homomorfismos de álgebra entre elas forma uma categoria, às vezes denotada por R-Alg.
A subcategoria das R-álgebras comutativas pode ser caracterizada como a categoria coslice R/CRing em que CRing é a categoria dos anéis comutativos.

## Exemplos
O exemplo mais básico é um anel, pois é uma álgebra sobre o seu centro ou qualquer subanel contido no centro. Em particular, qualquer anel comutativo é uma álgebra sobre quaisquer de seus subanéis. Há inúmeros outros exemplos com origem na álgebra e em outros campos da matemática.
Álgebra
- Todo anel A pode ser considerado uma Z-álgebra. O único homomorfismo de anéis de Z para A é determinado pelo fato de que ele deve levar 1 na identidade de A. Deste modo, anéis e Z-álgebras são conceitos equivalentes, da mesma forma que grupos abelianos e Z-módulos são equivalentes.
- Todo anel de característica n é uma (Z/nZ)-álgebra, como no exemplo anterior.
- Dado um R-módulo M, o anel de endomorfismos de M, denotado por EndR(M) é uma R-álgebra, na qual se define (r·φ)(x) = r·φ(x).
- Todo anel de matrizes com coeficientes em um anel comutativo R forma uma R-álgebra sob a adição e multiplicação matriciais. Isso coincide com o exemplo anterior em que M era um R-módulo livre finitamente gerado.
- As matrizes n-by-n com entradas em um corpo K formam uma álgebra associativa sobre K. Em particular, as matrizes reais 2 × 2 formam uma álgebra associativa útil em transformações do plane.
- Os números complexos formam uma álgebra associativa de dimensão 2 sobre os números reais.
- Os quatérnios formam uma álgebra associativa de dimensão 4 sobre os reais (mas não uma álgebra sobre os números complexos, já que estes não estão no centro dos quatérnios).
- Os polinômios com coeficientes reais formam uma álgebra associativa sobre os reais.
- Todo anel de polinômios R[x1, ..., xn] é uma R-álgebra comutativa. De fato, esta é a R-álgebra comutativa livre sobre o conjunto {x1, ..., xn}.
- A R-álgebra livre sobre um conjunto E é uma álgebra de polinômios com coeficientes em R e indeterminadas não comutativas tomadas no conjunto E.
- A álgebra tensorial de um R-módulo é naturalmente uma R-álgebra. O mesmo é verdade para quocientes tais como as álgebras exterior e simétrica. Em termos de categorias, o funtor que leva um R-módulo em sua álgebra tensorial é adjunto à esquerda ao funtor que leva uma R-álgebra ao seu R-módulo subjacente (esquecendo a estrutura de anel).
- Dado um anel comutativo R e qualquer anel A o produto tensorial R⊗ZA pode receber a estrutura de uma R-álgebra definindo-se r·(s⊗a) = (rs⊗a). O funtor que leva A em R⊗ZA é adjunto à esquerda do funtor que leva uma R-álgebra em seu anel subjacente (esquecendo a estrutura de módulo).

Teoria de representação
- A álgebra universal envelopante de uma álgebra de Lie é uma álgebra associativa que pode ser usada para estudar a álgebra de Lie dada.
- Se G é um grupo e R é um anel comutativo, o conjunto de todas as funções de G para R com suporte finito forma uma R-álgebra em que a multiplicação é definida por convolução. Ela é chamada de álgebra de grupo de G. A construção é o ponto de partida para a aplicação ao estudo de grupos (discretos).
- Se G é um grupo algébrico (por exemplo um grupo de Lie complexo semissimples), então o anel de coordenadas de G é a álgebra de Hopf A que corresponde a G. Várias estruturas de G são traduzidas para estruturas de A.

Análise
- Dado qualquer espaço de Banach X, os operadores lineares contínuos A : X → X formam uma álgebra associativa (usando a composição de operadores como multiplicação); isso é uma álgebra de Banach.
- Dado qualquer espaço topológico X, as funções a valores reais ou complexos contínuas sobre X formam uma álgebra associativa real ou complexa; aqui a adição e a multiplicação de funções é feita ponto a ponto.
- O conjunto dos semimartingales definidos no espaço de probabilidades filtrado (Ω,F,(Ft)t ≥ 0,P) forma um anel sob a integração estocástica.
- A álgebra de Weyl.

Geometria e combinatória
- As álgebras de Clifford, que são úteis em geometria e física.
- Álgebras de incidência de conjuntos parcialmente ordenados localmente finitos são álgebras associativas consideradas em combinatória.

## Construções
Subálgebras
Uma subálgebra de uma R-álgebra A é um subconjunto de A que é tanto um subanel quanto um submódulo de A. Em outras palavras, ele precisa ser fechado sob a adição, a multiplicação do anel e a multiplicação por escalares, e ele deve conter o elemento identidade de A.
Álgebras quocientes
Seja A uma R-álgebra. Qualquer ideal I de A (no sentido da teoria de anéis) é automaticamente um R-módulo já que r·x = (r1A)x. Isso dá ao anel quociente A/I a estrutura de um R-módulo e, de fato, de uma R-álgebra. Decorre disso que qualquer imagem de A por um homomorfismo de anéis também é uma R-álgebra.
Produtos diretos
O produto direto de uma família de R-álgebras é o produto direto de anéis. Este se torna uma R-álgebra com a multiplicação por escalar óbvia.
Produtos livres
Pode-se formar um produto livre de R-álgebras de forma similar ao produto livre de grupos. O produto livre é o coproduto na categoria das R-álgebras.
Produtos tensoriais
O produto tensorial de duas R-álgebras também é uma R-álgebra de forma natural. Ver produto tensorial de álgebras para mais detalhes.

## Coálgebras
Uma álgebra associativa sobre K é dada por um K-espaço vetorial A munido de uma aplicação bilinear A×A→A que tem 2 entradas (multiplicador e multiplicando) e uma saída (produto), bem como um morfismo K→A que identificam os múltiplos escalares da identidade multiplicativa. Se a aplicação bilinear A×A→A for reinterpretada como uma transformação linear (ou seja, um morfismo na categoria dos K-espaços vetoriais) A⊗A→A (pela propriedade universal do produto tensorial), então pode-se pensar em uma álgebra associativa sobre K como um K-espaço vetorial A munido de dois morfismos (um da forma A⊗A→A e outro da forma K→A) que satisfazem certas condições que se resumem aos axiomas de álgebra. Estes dois morfismos podem ser dualizados usando dualidade de categorias invertendo todas as setas nos diagramas comutativos que descrevem os axiomas de álgebra; isso define a estrutura de uma coálgebra.
Há também uma noção abstrata de F-coálgebra, em que F é um funtor. Isso é vagamente relacionado à noção de coálgebra discutida acima.

## Representações
Uma representação de uma álgebra A é um homomorfismo de álgebras ρ: A → End(V) de A para a álgebra de endomorfismos de algum espaço vetorial (ou módulo) V. A propriedade de ρ ser um homomorfismo de álgebras significa que ρ preserva a operação de multiplicação (isto é, ρ(xy)=ρ(x)ρ(y) para quaisquer x e y em A), e que ρ leva a unidade de A na unidade de End(V) (isto é, no endomorfismo identidade de V).
Se A e B são duas álgebras, e ρ: A → End(V) e τ: B → End(W) são duas representações, então há uma representação (canônica) A {\displaystyle \otimes } B → End(V {\displaystyle \otimes } W) da álgebra produto tensorial A {\displaystyle \otimes } B sobre o espaço vetorial V {\displaystyle \otimes } W. No entanto, não há um modo natural de definir um produto tensorial de duas representações de uma única álgebra associativa de tal modo que o resultado ainda seja uma representação da mesma álgebra (em vez de uma representação de produto tensorial com si mesma), sem de alguma forma impor condições adicionais. Aqui, o entendimento de produto tensorial de representações é o usual: o resultado deve ser uma representação linear da mesma álgebra sobre o espaço vetorial produto. A imposição de tal estrutura adicional geralmente leva às ideias de álgebra de Hopf ou álgebra de Lie, como demonstrado a seguir.

### Motivação para uma álgebra de Hopf
Considere, por exemplo, duas representações {\displaystyle \sigma :A\rightarrow \mathrm {End} (V)} e {\displaystyle \tau :A\rightarrow \mathrm {End} (W)}. Poderia ser feita uma tentativa de formar uma representação do produto tensorial {\displaystyle \rho :x\mapsto \sigma (x)\otimes \tau (x)} de acordo com a forma como ele age no espaço vetorial produto, de modo que
{\displaystyle \rho (x)(v\otimes w)=(\sigma (x)(v))\otimes (\tau (x)(w)).}
No entanto, tal aplicação não seria linear, uma vez que ocorreria
{\displaystyle \rho (kx)=\sigma (kx)\otimes \tau (kx)=k\sigma (x)\otimes k\tau (x)=k^{2}(\sigma (x)\otimes \tau (x))=k^{2}\rho (x)}
para k ∈ K. Essa tentativa poderia ser corrigida restaurando a linearidade impondo uma estrutura adicional, definindo um homomorfismo de álgebras Δ: A → A ⊗ A, e definindo a representação do produto tensorial como
{\displaystyle \rho =(\sigma \otimes \tau )\circ \Delta .}
Tal homomorfismo Δ é chamado de comultiplicação se ele satisfaz certos axiomas. A estrutura resultante é chamada de biálgebra. Para ser consistente com as definições de álgebra associativa, uma coálgebra deve ser coassociativa, e, se a álgebra for unital, então a coálgebra também deve ser counital. Uma álgebra de Hopf é uma biálgebra com mais uma estrutura adicional (a chamada antípoda), que permite não apenas a definição do produto tensorial de duas representações, mas também o módulo Hom de duas representações (novamente, de forma análoga a como isso é feito na teoria de representação de grupos).

### Motivação para uma álgebra de Lie
Com um pouco mais de engenhosidade, poderia ser feita uma outra tentativa de definir um produto tensorial. Considere, por examplo,
{\displaystyle x\mapsto \rho (x)=\sigma (x)\otimes {\mbox{Id}}_{W}+{\mbox{Id}}_{V}\otimes \tau (x)}
de modo que a ação no produto tensorial é dada por
{\displaystyle \rho (x)(v\otimes w)=(\sigma (x)v)\otimes w+v\otimes (\tau (x)w)}.
Esta aplicação é claramente linear em x, e assim ela não tem o problema da definição anterior. No entanto, ela falha em preservar a multiplicação:
{\displaystyle \rho (xy)=\sigma (x)\sigma (y)\otimes {\mbox{Id}}_{W}+{\mbox{Id}}_{V}\otimes \tau (x)\tau (y)}.
Mas, em geral, isso não é igual a
{\displaystyle \rho (x)\rho (y)=\sigma (x)\sigma (y)\otimes {\mbox{Id}}_{W}+\sigma (x)\otimes \tau (y)+\sigma (y)\otimes \tau (x)+{\mbox{Id}}_{V}\otimes \tau (x)\tau (y)}.
Isso mostra que esta definição de um produto tensorial é muito ingênua; a correção óbvia seria defini-lo de modo que fosse antissimétrico, pois assim os termos centrais se cancelariam. Isso leva ao conceito de álgebra de Lie.

## Álgebras não unitais
Alguns autores usam o termo "álgebra associativa" para se referir a estruturas que não possuem necessariamente uma identidade multiplicativa, e assim consideram homomorfismos que não são necessariamente unitais.
Um exemplo de uma álgebra associativa não unital é dado pelo conjunto de todas as funções f: R → R cujo limite quando x tende a infinito é zero.